# Diane Atkinson
Diane Atkinson (1950) es una académica, historiadora y feminista inglesa. Es escritora y ensayista, que vive en Shoreditch, Londres. Ha escrito muchos libros sobre sufragistas, y sobre las mujeres, en general, en la historia, más reciente.

## Vida personal

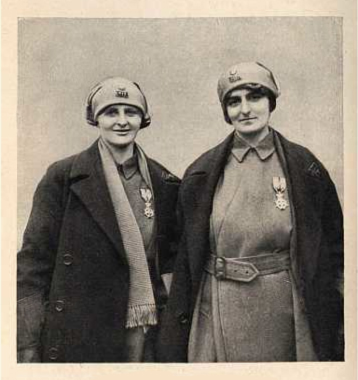
Elsie Knocker y Mairi Chisholm muestran sus medallas de la Orden de Leopoldo II de Bélgica por su valor y salvar a miles de soldados en la Segunda Guerra Mundial.

Atkinson fue conservadora de museo en el de Londres; y, en 1992, preparó su Exhibición de Sufragistas.
Es una graduada por la Universidad de East Anglia.Desde 1986, se encuentra casada con el artista Patrick Hughes (1939).

## Obra
Ha publicado numoras obras, destacando The Criminal Conversation of Mrs Norton, ed. Random House (2012). Se trata del caso legal que George Norton llevó a cabo contra su esposa, de pensamiento libre, Caroline Sheridan por conversación criminal – adulterio, es decir, lo que para 1836, produjo un escándalo de proporciones en la era georgiana, que atrajo a Lord Melbourne y a otras figuras destacadas. El libro de Atkinson es "la historia liberadora de vida, de la primera legisladora feminista", según Kathy Lette.

Para 1836, los rumores sobre la relación entre el primer ministro Whig, Lord Melbourne, y la ingeniosa, vivaz y magnífica señora Caroline Norton habían estado circulando durante varios años. Luego, el esposo de Caroline, George, un hombre aburrido, violento y perezoso que había alentado y utilizado la amistad de su esposa con Melbourne para su propio avance, demandó al primer ministro por una conversación criminal: el adulterio, en otras palabras. Un relato animado de la causa resultante célèbre abre el cautivador quinto libro de Diane Atkinson

"En este fascinante libro, Diane Atkinson hace mucho más que simplemente recordarnos una historia que merece ser más conocida", escribió Kathryn Hughes sobre "Elsie y Mairi Go To War" de Atkinson: "También nos dio un hilo conductor sobre dos ingleses valientes, que hicieron milagros y también tuvieron el mejor momento de sus vidas".  
En el Festival Alternativo de Edimburgo de 2010, narró la presentación escénica Elsie y Mairi Van A La Guerra.
En su libro Love and Dirt (Amor y suciedad) acerca del matrimonio a fines del siglo XIX, de Arthur Munby y Hannah Cullwick hizo también una muy amplia revisión; y, Atkinson contribuyó con el texto Upstairs Downstairs Love, un drama documental del Channel Four, sobre la base argumental, de lo que se proyectó el 16 de junio de 2008 

### Algunas publicaciones
- The Criminal Conversation of Mrs Norton (La conversación criminal de la señora Norton) (Random House, 2012)

- Elsie and Mairi go to War (Elsie y Mairi van a la guerra) (2009)

- Love and Dirt (Amor y suciedad) (2004)

- Funny Girls: Cartooning for Equality (Niñas divertidas: Dibujos animados por la Igualdad), (Penguin, 1997) libro de ilustraciones acerca del Movimiento Sufragista.

- The Suffragettes in Pictures (Las sufragistas en imágenes) (1996)

- The Purple, White and Green: Suffragettes in London (El morado, blanco y verde: sufragistas en Londres) (Museo de Londres, 1992)

- Votes for Women (Votos para las mujeres) (1998).

## Otras lecturas
- Maroulla Joannou (agosto de 1998). «"To defend the oppressed"». Gender and History. 10 (2): 312-315. Archivado desde el original el 5 de enero de 2013. Consultado el 17 de marzo de 2019. «una revisión de The Suffragettes in Pictures».

- Kathryn Hughes (18 de enero de 2003). «"Book of the Week: A good roll in the muck"». The Guardian. «una revisión de Love and Dirt».

- Victoria Lane (25 de enero de 2003). «"A Dust Wench"». The Telegraph. «una revisión de Love and Dirt».